# Qiaodong, Shijiazhuang
Qiaodong är ett stadsdistrikt i provinshuvudstaden Shijiazhuang i Hebei-provinsen i norra Kina. Det ligger omkring 260 kilometer sydväst om huvudstaden Peking. 